# Segunda Federación 2024-2025
La stagione 2024-25 della Segunda Federación è la quarta per la Segunda Federación, il quarto livello più alto del sistema di campionato di calcio spagnolo. Partecipano novanta squadre, divise in cinque gironi da diciotto club ciascuno in base alla vicinanza geografica. In ogni girone, i campioni vengono automaticamente promossi alla Primera Federación e le seconde, seconde e quinte classificate giocheranno i play-off di promozione. Le ultime cinque squadre di ogni girone retrocederanno alla Tercera Federación; inoltre, le quattro peggiori squadre classificate al 13° posto nel loro girone giocheranno i play-off per determinare gli ultimi due posti di retrocessione.

## Stagione

### Formula
Un totale di 90 squadre si uniranno alla lega: dieci retrocesse dalla Primera Federación 2023-24, 53 confermate dalla Segunda Federación 2023-24 e 27 promosse dalla Tercera Federación 2023-24. I gironi sono stati definiti dalla RFEF il 2 luglio 2024. 
Il 4 luglio 2024, la RFEF ha confermato la retrocessione amministrativa dell'Ursaria per problemi finanziari, con il Móstoles URJC che lo ha sostituito il 22 luglio. Il 26 luglio, l'Eibar ha rescisso il suo accordo di affiliazione con il Vitoria, con l'Eibar B che ha preso il suo posto.

## Gruppi

### Gruppo 1
| Club              | Città                  | Stadio                            | Capienza |
| ----------------- | ---------------------- | --------------------------------- | -------- |
| Bergantiños       | Carballo               | As Eiroas                         | 5.000    |
| Compostela        | Santiago di Compostela | Stadio Vero Boquete de San Lázaro | 16.666   |
| Coruxo            | Vigo                   | O Vao                             | 2.200    |
| Deportivo Fabril  | Abegondo               | Cidade Deportiva de Abegondo      | 1.000    |
| Escobedo          | Camargo                | Eusebio Arce                      | 2.000    |
| Guijuelo          | Guijuelo               | Estadio Municipal Luis Ramos      | 1.500    |
| Langreo           | Langreo                | Estadio Ganzábal                  | 4.024    |
| Laredo            | Laredo                 | Estadio San Lorenzo               | 3.000    |
| Llanera           | Llanera                | Estadio Pepe Quimarán             | 1.000    |
| Marino de Luanco  | Luanco                 | Estadio Municipal de Miramar      | 3.500    |
| Numancia          | Soria                  | Nuevo Estadio Los Pajaritos       | 9.500    |
| Pontevedra        | Pontevedra             | Estadio Municipal de Pasarón      | 7.500    |
| Rayo Cantabria    | Santander              | Estadio La Albericia              | 600      |
| Real Ávila        | Avila                  | Estadio Adolfo Suárez             | 6.000    |
| Real Avilés       | Avilés                 | Nuevo Román Suárez Puerta         | 5.400    |
| Real Valladolid B | Valladolid             | Anexos José Zorrilla              | 1.500    |
| Salamanca UDS     | Salamanca              | Stadio Helmántico                 | 17.341   |
| Torrelavega       | Torrelavega            | Stadio El Malecón                 | 11.000   |

### Classifica
Aggiornata al 5 maggio 2025.
|  | Pos. | Squadra           | Pt | G  | V  | N  | P  | GF | GS | DR  |
|  | ---- | ----------------- | -- | -- | -- | -- | -- | -- | -- | --- |
|  | 1.   | Pontevedra        | 72 | 34 | 22 | 6  | 6  | 51 | 30 | +21 |
|  | 2.   | Numancia          | 67 | 34 | 19 | 10 | 5  | 55 | 24 | +31 |
|  | 3.   | Real Avilés       | 55 | 34 | 14 | 13 | 7  | 46 | 38 | +8  |
|  | 4.   | Deportivo Fabril  | 54 | 34 | 16 | 6  | 12 | 48 | 29 | +19 |
|  | 5.   | Real Ávila        | 52 | 34 | 15 | 7  | 12 | 35 | 29 | +6  |
|  | 6.   | Langreo           | 50 | 34 | 13 | 11 | 10 | 34 | 35 | -1  |
|  | 7.   | Rayo Cantabria    | 48 | 34 | 13 | 9  | 12 | 55 | 44 | +11 |
|  | 8.   | Bergantiños       | 47 | 34 | 13 | 8  | 13 | 50 | 47 | +3  |
|  | 9.   | Salamanca UDS     | 47 | 34 | 13 | 8  | 13 | 43 | 48 | -5  |
|  | 10.  | Marino de Luanco  | 45 | 34 | 12 | 9  | 13 | 38 | 36 | +2  |
|  | 11.  | Coruxo            | 45 | 34 | 12 | 9  | 13 | 36 | 33 | +3  |
|  | 12.  | Real Valladolid B | 44 | 34 | 11 | 11 | 12 | 42 | 43 | -1  |
|  | 13.  | Escobedo          | 43 | 34 | 10 | 13 | 11 | 31 | 39 | -8  |
|  | 14.  | Compostela        | 39 | 34 | 10 | 9  | 15 | 35 | 44 | -9  |
|  | 15.  | Llanera           | 38 | 34 | 9  | 11 | 14 | 33 | 46 | -13 |
|  | 16.  | Torrelavega       | 31 | 34 | 7  | 10 | 17 | 38 | 47 | -9  |
|  | 17.  | Guijuelo          | 30 | 34 | 6  | 12 | 16 | 27 | 50 | -23 |
|  | 18.  | Laredo            | 24 | 34 | 4  | 12 | 18 | 25 | 60 | -35 |

Legenda:

       Ammesse alla Primera Federación 2025-2026

 Ammessa ai play-off o ai play-out.
       Retrocesse in Tercera Federación 2025-2026

Tre punti a vittoria, uno a pareggio, zero a sconfitta.
La classifica viene stilata secondo i seguenti criteri:
- Punti conquistati
- Punti conquistati negli scontri diretti
- Differenza reti negli scontri diretti
- Reti realizzate in trasferta negli scontri diretti
- Differenza reti generale
- Partite vinte
- Reti totali realizzate
- Spareggio

### Gruppo 2
| Club             | Città                  | Stadio                              | Capienza |
| ---------------- | ---------------------- | ----------------------------------- | -------- |
| Alavés B         | Vitoria-Gasteiz        | Ciudad Deportiva José Luis Compañón | 2.500    |
| Alfaro           | Alfaro                 | Estadio La Molineta                 | 4.000    |
| Anguiano         | Anguiano               | Estadio Isla                        | 1.000    |
| Arenas Getxo     | Getxo                  | Stadio Gobela                       | 1.221    |
| Barbastro        | Barbastro              | Municipal de Deportes               | 5.000    |
| Calahorra        | Calahorra              | La Planilla                         | 4.500    |
| Deportivo Aragón | Saragozza              | Ciudad Deportiva                    | 1.000    |
| Eibar B          | Eibar                  | Unbe Sports Complex                 | 4.000    |
| Ejea             | Ejea de los Caballeros | Estádio Municipal de Ejea           | 2.249    |
| Gernika          | Gernika                | Estadio Urbieta                     | 1.000    |
| Izarra           | Estella                | Estadio Merkatondoa                 | 3.500    |
| Real Sociedad C  | San Sebastián          | José Luis Orbegozo                  | 2.500    |
| SD Logroñés      | Logroño                | Stadio Las Gaunas                   | 16.000   |
| Subiza           | Subiza                 | Sotoburu                            | 1.000    |
| Teruel           | Teruel                 | Estadio Pinilla                     | 4.500    |
| Tudelano         | Tudela                 | Estadio Ciudad de Tudela            | 10.000   |
| UD Logroñés      | Logroño                | Stadio Las Gaunas                   | 16.000   |
| Utebo            | Utebo                  | Estadio Santa Ana                   | 5.000    |

### Classifica
Aggiornata al 5 maggio 2025.
|  | Pos. | Squadra          | Pt | G  | V  | N  | P  | GF | GS | DR  |
|  | ---- | ---------------- | -- | -- | -- | -- | -- | -- | -- | --- |
|  | 1.   | Arenas Getxo     | 70 | 34 | 21 | 7  | 6  | 50 | 24 | +26 |
|  | 2.   | SD Logroñés      | 66 | 34 | 19 | 9  | 6  | 54 | 29 | +25 |
|  | 3.   | Eibar B          | 62 | 34 | 18 | 8  | 8  | 45 | 23 | +22 |
|  | 4.   | Utebo            | 61 | 34 | 17 | 10 | 7  | 55 | 34 | +21 |
|  | 5.   | Teruel           | 60 | 34 | 17 | 9  | 8  | 41 | 28 | +13 |
|  | 6.   | UD Logroñés      | 55 | 34 | 14 | 13 | 7  | 42 | 21 | +21 |
|  | 7.   | Ejea             | 51 | 34 | 13 | 12 | 9  | 46 | 34 | +12 |
|  | 8.   | Alavés B         | 49 | 34 | 12 | 13 | 9  | 35 | 32 | +3  |
|  | 9.   | Deportivo Aragón | 44 | 34 | 13 | 5  | 16 | 43 | 48 | -5  |
|  | 10.  | Alfaro           | 43 | 34 | 12 | 7  | 15 | 32 | 47 | -15 |
|  | 11.  | Tudelano         | 43 | 34 | 11 | 10 | 13 | 43 | 43 | 0   |
|  | 12.  | Gernika          | 43 | 34 | 11 | 10 | 13 | 39 | 48 | -9  |
|  | 13.  | Barbastro        | 40 | 34 | 11 | 7  | 16 | 36 | 40 | -4  |
|  | 14.  | Calahorra        | 39 | 34 | 9  | 12 | 13 | 28 | 39 | -11 |
|  | 15.  | Anguiano         | 38 | 34 | 11 | 5  | 18 | 32 | 49 | -17 |
|  | 16.  | Real Sociedad C  | 29 | 34 | 8  | 5  | 21 | 31 | 57 | -26 |
|  | 17.  | Subiza           | 28 | 34 | 8  | 4  | 22 | 36 | 60 | -24 |
|  | 18.  | Izarra           | 21 | 34 | 5  | 6  | 23 | 31 | 63 | -32 |

Legenda:

       Ammesse alla Primera Federación 2025-2026

 Ammessa ai play-off o ai play-out.
       Retrocesse in Tercera Federación 2025-2026

Tre punti a vittoria, uno a pareggio, zero a sconfitta.
La classifica viene stilata secondo i seguenti criteri:
- Punti conquistati
- Punti conquistati negli scontri diretti
- Differenza reti negli scontri diretti
- Reti realizzate in trasferta negli scontri diretti
- Differenza reti generale
- Partite vinte
- Reti totali realizzate
- Spareggio

### Gruppo 3
| Club                 | Città                 | Stadio                            | Capienza |
| -------------------- | --------------------- | --------------------------------- | -------- |
| Alzira               | Alzira                | Luis Suñer Picó                   | 5.000    |
| Andratx              | Andratx               | Sa Plana                          | 600      |
| Atlético Baleares    | Palma di Maiorca      | Stadio Balear                     | 2.741    |
| Som Maresme          | Badalona              | Estadi Municipal                  | 4.000    |
| Cornellà             | Cornellà de Llobregat | Nou Camp Municipal                | 1.500    |
| Elche Ilicitano      | Elche                 | Ciudad Esportiva José Díaz Iborra | 1.500    |
| Espanyol B           | Barcellona            | Ciudad Esportiva Dani Jarque      | 1.520    |
| CE Europa            | Barcellona            | Nou Sardenya                      | 7.000    |
| Ibiza Islas Pitiusas | Ibiza                 | Estadi Municipal Can Misses       | 4.500    |
| Lleida Esportiu      | Lleida                | Camp d'Esports                    | 15.000   |
| Maiorca B            | Palma di Maiorca      | Son Bibiloni                      | 1.500    |
| Olot                 | Olot                  | Municipal d'Olot                  | 3.000    |
| Peña Deportiva       | Santa Eulària des Riu | Municipal de Santa Eulària        | 1.500    |
| Sabadell             | Sabadell              | Estadi de la Nova Creu Alta       | 11.981   |
| Sant Andreu          | Barcellona            | Narcís Sala                       | 15.000   |
| Terrassa             | Terrassa              | Estadio Olímpic de Terrassa       | 11.500   |
| Torrent              | Torrent               | San Gregorio                      | 3.000    |
| Valencia Mestalla    | Paterna               | Ciudad Deportiva de Paterna       | 2.300    |

### Classifica
Aggiornata al 5 maggio 2025.
|  | Pos. | Squadra              | Pt | G  | V  | N  | P  | GF | GS | DR  |
|  | ---- | -------------------- | -- | -- | -- | -- | -- | -- | -- | --- |
|  | 1.   | CE Europa            | 69 | 34 | 21 | 6  | 7  | 60 | 34 | +26 |
|  | 2.   | Atlético Baleares    | 62 | 34 | 17 | 11 | 6  | 49 | 27 | +22 |
|  | 3.   | Sant Andreu          | 60 | 34 | 17 | 9  | 8  | 64 | 40 | +24 |
|  | 4.   | Sabadell             | 56 | 34 | 15 | 11 | 8  | 52 | 32 | +20 |
|  | 5.   | Torrent              | 55 | 34 | 15 | 10 | 9  | 43 | 35 | +8  |
|  | 6.   | Valencia Mestalla    | 53 | 34 | 15 | 8  | 11 | 41 | 35 | +6  |
|  | 7.   | Espanyol B           | 51 | 34 | 13 | 12 | 9  | 40 | 34 | +6  |
|  | 8.   | Terrassa             | 51 | 34 | 14 | 9  | 11 | 38 | 32 | +6  |
|  | 9.   | Andratx              | 49 | 34 | 14 | 7  | 13 | 37 | 33 | +4  |
|  | 10.  | Elche Ilicitano      | 47 | 34 | 12 | 11 | 11 | 43 | 38 | +5  |
|  | 11.  | Olot                 | 47 | 34 | 12 | 11 | 11 | 35 | 35 | 0   |
|  | 12.  | Ibiza Islas Pitiusas | 46 | 34 | 12 | 10 | 12 | 37 | 37 | 0   |
|  | 13.  | UE Lleida            | 45 | 34 | 9  | 18 | 7  | 38 | 30 | +8  |
|  | 14.  | Cornellà             | 38 | 34 | 9  | 11 | 14 | 39 | 47 | -8  |
|  | 15.  | Peña Deportiva       | 35 | 34 | 8  | 11 | 15 | 34 | 42 | -8  |
|  | 16.  | Alzira               | 30 | 34 | 7  | 9  | 18 | 29 | 58 | -29 |
|  | 17.  | Maiorca B            | 18 | 34 | 4  | 6  | 24 | 22 | 61 | -39 |
|  | 18.  | Som Maresme          | 17 | 34 | 3  | 8  | 23 | 22 | 65 | -43 |

Legenda:

       Ammesse alla Primera Federación 2025-2026

 Ammessa ai play-off o ai play-out.
       Retrocesse in Tercera Federación 2025-2026

Tre punti a vittoria, uno a pareggio, zero a sconfitta.
La classifica viene stilata secondo i seguenti criteri:
- Punti conquistati
- Punti conquistati negli scontri diretti
- Differenza reti negli scontri diretti
- Reti realizzate in trasferta negli scontri diretti
- Differenza reti generale
- Partite vinte
- Reti totali realizzate
- Spareggio

### Gruppo 4
| Club                  | Città                     | Stadio                                         | Capienza |
| --------------------- | ------------------------- | ---------------------------------------------- | -------- |
| Águilas               | Águilas                   | Estadio El Rubial                              | 4.000    |
| Almería B             | Almería                   | Anexo al Power Horse Stadium                   | 500      |
| Antoniano             | Lebrija                   | Municipal de Lebrija                           | 3.500    |
| Cadice B              | Cadice                    | Estadio Ramón Blanco Rodríguez                 | 2.500    |
| Deportiva Minera      | El Llano del Beal         | Estadio Ángel Cedrán                           | 2.000    |
| Don Benito            | Don Benito                | Estadio Vicente Sanz                           | 2.500    |
| Estepona              | Estepona                  | Estadio Francisco Muñoz Pérez                  | 3.800    |
| Granada B             | Granada                   | Ciudad Deportiva                               | 2.500    |
| Juventud Torremolinos | Torremolinos              | Estadio El Pozuelo                             | 3.000    |
| La Unión Atlético     | La Unión                  | Estadio Municipal                              | 3.000    |
| Linares Deportivo     | Linares                   | Estadio de Linarejos                           | 10.000   |
| Linense               | La Línea de la Concepción | Estadio Municipal de La Línea de la Concepción | 20.000   |
| Orihuela              | Orihuela                  | Stadio Los Arcos                               | 5.000    |
| San Fernando CD       | San Fernando              | Estadio Bahía Sur                              | 12.000   |
| UCAM Murcia           | Murcia                    | Estadio de La Condomina                        | 16.800   |
| Villanovense          | Villanueva de la Serena   | Estadio Municipal Villanovense                 | 3.500    |
| Xerez                 | Jerez de la Frontera      | Stadio di Chapín                               | 22.000   |
| Xerez Deportivo       | Jerez de la Frontera      | Stadio di Chapín                               | 22.000   |

### Classifica
Aggiornata al 5 maggio 2025.
|  | Pos. | Squadra               | Pt | G  | V  | N  | P  | GF | GS | DR  |
|  | ---- | --------------------- | -- | -- | -- | -- | -- | -- | -- | --- |
|  | 1.   | Juventud Torremolinos | 68 | 34 | 19 | 11 | 4  | 53 | 26 | +27 |
|  | 2.   | La Unión Atlético     | 67 | 34 | 21 | 4  | 9  | 38 | 19 | +19 |
|  | 3.   | UCAM Murcia           | 60 | 34 | 16 | 12 | 6  | 46 | 22 | +24 |
|  | 4.   | Antoniano             | 59 | 34 | 17 | 8  | 9  | 41 | 32 | +9  |
|  | 5.   | Estepona              | 55 | 34 | 14 | 13 | 7  | 43 | 26 | +17 |
|  | 6.   | Almería B             | 52 | 34 | 15 | 7  | 12 | 38 | 36 | +2  |
|  | 7.   | Xerez                 | 52 | 34 | 15 | 7  | 12 | 34 | 26 | +8  |
|  | 8.   | Águilas               | 50 | 34 | 12 | 14 | 8  | 31 | 26 | +5  |
|  | 9.   | Linares Deportivo     | 48 | 34 | 13 | 9  | 12 | 36 | 34 | +2  |
|  | 10.  | Orihuela              | 43 | 34 | 11 | 10 | 13 | 28 | 27 | +1  |
|  | 11.  | Deportiva Minera      | 42 | 34 | 11 | 9  | 14 | 37 | 44 | -7  |
|  | 12.  | Xerez Deportivo       | 40 | 34 | 9  | 13 | 12 | 29 | 38 | -9  |
|  | 13.  | Villanovense          | 38 | 34 | 9  | 11 | 14 | 33 | 39 | -6  |
|  | 14.  | Linense               | 37 | 34 | 10 | 7  | 17 | 27 | 42 | -15 |
|  | 15.  | Cadice B              | 36 | 34 | 9  | 9  | 16 | 29 | 51 | -22 |
|  | 16.  | San Fernando CD       | 35 | 34 | 8  | 11 | 15 | 27 | 35 | -8  |
|  | 17.  | Granada B             | 26 | 34 | 7  | 5  | 22 | 29 | 55 | -26 |
|  | 18.  | Don Benito            | 26 | 34 | 6  | 8  | 20 | 30 | 51 | -21 |

Legenda:

       Ammesse alla Primera Federación 2025-2026

 Ammessa ai play-off o ai play-out.
       Retrocesse in Tercera Federación 2025-2026

Tre punti a vittoria, uno a pareggio, zero a sconfitta.
La classifica viene stilata secondo i seguenti criteri:
- Punti conquistati
- Punti conquistati negli scontri diretti
- Differenza reti negli scontri diretti
- Reti realizzate in trasferta negli scontri diretti
- Differenza reti generale
- Partite vinte
- Reti totali realizzate
- Spareggio

### Gruppo 5
| Club                 | Città                      | Stadio                                | Capienza |
| -------------------- | -------------------------- | ------------------------------------- | -------- |
| Atlético Paso        | El Paso                    | Municipal El Paso                     | 5.000    |
| Cacereño             | Cáceres                    | Stadio Príncipe Felipe                | 7.000    |
| Conquense            | Cuenca                     | Stadio La Fuensanta                   | 3.500    |
| Coria                | Coria                      | Estadio La Isla                       | 3.000    |
| Fuenlabrada Promesas | Móstoles                   | Estadio El Soto                       | 14.000   |
| Getafe B             | Getafe                     | Ciudad Deportiva                      | 1.500    |
| Guadalajara          | Guadalajara                | Stadio Pedro Escartín                 | 6.000    |
| Illescas             | Illescas                   | Municipal                             | 1.000    |
| Melilla              | Melilla                    | Estadio Municipal Álvarez Claro       | 12.000   |
| Moscardó             | Madrid                     | Estadio Román Valero                  | 14.000   |
| Navalcarnero         | Navalcarnero               | Estadio Mariano González              | 2.500    |
| Rayo Majadahonda     | Majadahonda                | Stadio Cerro del Espino               | 3.376    |
| Real Madrid C        | Madrid                     | Ciudad Real Madrid                    | 3.000    |
| S.S. Reyes           | San Sebastián de los Reyes | Estadio Municipal Nuevo Matapiñoneras | 3.000    |
| Talavera de la Reina | Talavera de la Reina       | Estadio El Prado                      | 5.000    |
| Tenerife B           | Santa Cruz de Tenerife     | Centro Insular                        | 1.000    |
| Unión Adarve         | Madrid                     | Vicente Del Bosque                    | 1.500    |
| Unión Sur Yaiza      | Yaiza                      | Stadio Municipal                      | 2.000    |

### Classifica
Aggiornata al 5 maggio 2025.
|  | Pos. | Squadra              | Pt | G  | V  | N  | P  | GF | GS | DR  |
|  | ---- | -------------------- | -- | -- | -- | -- | -- | -- | -- | --- |
|  | 1.   | Guadalajara          | 74 | 34 | 22 | 8  | 4  | 60 | 22 | +38 |
|  | 2.   | Cacereño             | 68 | 34 | 19 | 11 | 4  | 57 | 30 | +27 |
|  | 3.   | Talavera de la Reina | 66 | 34 | 19 | 9  | 6  | 50 | 27 | +23 |
|  | 4.   | Rayo Majadahonda     | 55 | 34 | 15 | 10 | 9  | 41 | 30 | +11 |
|  | 5.   | Getafe B             | 54 | 34 | 15 | 9  | 10 | 48 | 37 | +11 |
|  | 6.   | Navalcarnero         | 53 | 34 | 15 | 8  | 11 | 43 | 40 | +3  |
|  | 7.   | Coria                | 50 | 34 | 14 | 8  | 12 | 45 | 49 | -4  |
|  | 8.   | S.S. Reyes           | 49 | 34 | 13 | 10 | 11 | 45 | 45 | 0   |
|  | 9.   | Tenerife B           | 47 | 34 | 13 | 8  | 13 | 54 | 51 | +3  |
|  | 10.  | Conquense            | 45 | 34 | 13 | 6  | 15 | 37 | 41 | -4  |
|  | 11.  | Melilla              | 44 | 34 | 11 | 11 | 12 | 41 | 42 | -1  |
|  | 12.  | Moscardó             | 42 | 34 | 11 | 9  | 14 | 41 | 56 | -15 |
|  | 13.  | Real Madrid C        | 42 | 34 | 10 | 12 | 12 | 34 | 35 | -1  |
|  | 14.  | Unión Adarve         | 37 | 34 | 9  | 10 | 15 | 22 | 33 | -11 |
|  | 15.  | Fuenlabrada Promesas | 33 | 34 | 10 | 3  | 21 | 40 | 55 | -15 |
|  | 16.  | Illescas             | 30 | 34 | 8  | 6  | 20 | 30 | 47 | -17 |
|  | 17.  | Unión Sur Yaiza      | 29 | 34 | 6  | 11 | 17 | 34 | 55 | -21 |
|  | 18.  | Atlético Paso        | 21 | 34 | 4  | 9  | 21 | 32 | 59 | -27 |

Legenda:

       Ammesse alla Primera Federación 2025-2026

 Ammessa ai play-off o ai play-out.
       Retrocesse in Tercera Federación 2025-2026

Tre punti a vittoria, uno a pareggio, zero a sconfitta.
La classifica viene stilata secondo i seguenti criteri:
- Punti conquistati
- Punti conquistati negli scontri diretti
- Differenza reti negli scontri diretti
- Reti realizzate in trasferta negli scontri diretti
- Differenza reti generale
- Partite vinte
- Reti totali realizzate
- Spareggio

## Spareggi

### Gruppo 1
|  | Pos. | Squadra          | Pt | G  | V  | N  | P  | GF | GS | DR  |
|  | ---- | ---------------- | -- | -- | -- | -- | -- | -- | -- | --- |
|  | 2.   | Numancia         | 67 | 34 | 19 | 10 | 5  | 55 | 24 | +31 |
|  | 3.   | Real Avilés      | 55 | 34 | 14 | 13 | 7  | 46 | 38 | +8  |
|  | 4.   | Deportivo Fabril | 54 | 34 | 16 | 6  | 12 | 48 | 29 | +19 |
|  | 5.   | Real Ávila       | 52 | 34 | 15 | 7  | 12 | 35 | 29 | +6  |

### Gruppo 2
|  | Pos. | Squadra     | Pt | G  | V  | N  | P | GF | GS | DR  |
|  | ---- | ----------- | -- | -- | -- | -- | - | -- | -- | --- |
|  | 2.   | SD Logroñés | 66 | 34 | 19 | 9  | 6 | 54 | 29 | +25 |
|  | 3.   | Eibar B     | 62 | 34 | 18 | 8  | 8 | 45 | 23 | +22 |
|  | 4.   | Utebo       | 61 | 34 | 17 | 10 | 7 | 55 | 34 | +21 |
|  | 5.   | Teruel      | 60 | 34 | 17 | 9  | 8 | 41 | 28 | +13 |

### Gruppo 3
|  | Pos. | Squadra           | Pt | G  | V  | N  | P | GF | GS | DR  |
|  | ---- | ----------------- | -- | -- | -- | -- | - | -- | -- | --- |
|  | 2.   | Atlético Baleares | 62 | 34 | 17 | 11 | 6 | 49 | 27 | +22 |
|  | 3.   | Sant Andreu       | 60 | 34 | 17 | 9  | 8 | 64 | 40 | +24 |
|  | 4.   | Sabadell          | 56 | 34 | 15 | 11 | 8 | 52 | 32 | +20 |
|  | 5.   | Torrent           | 55 | 34 | 15 | 10 | 9 | 43 | 35 | +8  |

### Gruppo 4
|  | Pos. | Squadra           | Pt | G  | V  | N  | P | GF | GS | DR  |
|  | ---- | ----------------- | -- | -- | -- | -- | - | -- | -- | --- |
|  | 2.   | La Unión Atlético | 67 | 34 | 21 | 4  | 9 | 38 | 19 | +19 |
|  | 3.   | UCAM Murcia       | 60 | 34 | 16 | 12 | 6 | 46 | 22 | +24 |
|  | 4.   | Antoniano         | 59 | 34 | 17 | 8  | 9 | 41 | 32 | +9  |
|  | 5.   | Estepona          | 55 | 34 | 14 | 13 | 7 | 43 | 26 | +17 |

### Gruppo 5
|  | Pos. | Squadra              | Pt | G  | V  | N  | P  | GF | GS | DR  |
|  | ---- | -------------------- | -- | -- | -- | -- | -- | -- | -- | --- |
|  | 2.   | Cacereño             | 68 | 34 | 19 | 11 | 4  | 57 | 30 | +27 |
|  | 3.   | Talavera de la Reina | 66 | 34 | 19 | 9  | 6  | 50 | 27 | +23 |
|  | 4.   | Rayo Majadahonda     | 55 | 34 | 15 | 10 | 9  | 41 | 30 | +11 |
|  | 5.   | Getafe B             | 54 | 34 | 15 | 9  | 10 | 48 | 37 | +11 |

### Primo round
| 10-11 maggio 2025 / 17-18 maggio 2025 |       |                      |       |             |
| Real Ávila                            | 2 - 2 | Cacereño             | 2 - 0 | 0 - 2 (dts) |
| Torrent                               | 2 - 3 | La Unión Atlético    | 2 - 1 | 2 - 0       |
| Antoniano                             | 2 - 2 | Real Avilés          | 0 - 0 | 2 - 2 (dts) |
| CE Estepona                           | 3 - 2 | SD Logroñés          | 1 - 1 | 2 - 1       |
| Getafe B                              | 1 - 2 | Numancia             | 0 - 2 | 1 - 0       |
| Rayo Majadahonda                      | 2 - 1 | Sant Andreu          | 0 - 0 | 2 - 1       |
| Teruel                                | 6 - 3 | Atlético Baleares    | 1 - 1 | 5 - 2       |
| Utebo                                 | 3 - 5 | Talavera de la Reina | 1 - 0 | 2 - 5 (dts) |
| Deportivo Fabril                      | 1 - 3 | UCAM Murcia          | 0 - 0 | 1 - 3       |
| Sabadell                              | 2 - 1 | Eibar B              | 1 - 1 | 1 - 0       |

### Secondo round
| 24-25 maggio 2025 / 31 maggio - 1° giugno 2025 |       |                      |       |             |
| CE Estepona                                    | 3 - 5 | Cacereño             | 1 - 0 | 2 - 5       |
| Rayo Majadahonda                               | 0 - 6 | Real Avilés          | 0 - 2 | 0 - 4       |
| Sabadell                                       | 2 - 1 | UCAM Murcia          | 2 - 1 | 0 - 0       |
| Teruel                                         | 1 - 0 | Numancia             | 0 - 0 | 1 - 0       |
| Torrent                                        | 1 - 3 | Talavera de la Reina | 1 - 1 | 0 - 2 (dts) |

## Classifica delle squadre al 13° posto
|  | Pos. | Squadra       | Pt | G  | V  | N  | P  | GF | GS | DR |
|  | ---- | ------------- | -- | -- | -- | -- | -- | -- | -- | -- |
|  | 1.   | UE Lleida     | 45 | 34 | 9  | 18 | 7  | 38 | 30 | +8 |
|  | 2.   | Escobedo      | 43 | 34 | 10 | 13 | 11 | 31 | 39 | -8 |
|  | 3.   | Real Madrid C | 42 | 34 | 10 | 12 | 12 | 34 | 35 | -1 |
|  | 4.   | Barbastro     | 40 | 34 | 11 | 7  | 16 | 36 | 40 | -4 |
|  | 5.   | Villanovense  | 38 | 34 | 9  | 11 | 14 | 33 | 39 | -6 |

### Round finale
| 11 maggio 2025 / 18 maggio 2025 |       |               |       |       |
| Escobedo                        | 2 - 3 | Barbastro     | 0 - 2 | 2 - 1 |
| Villanovense                    | 1 - 3 | Real Madrid C | 0 - 1 | 1 - 2 |

### Verdetti
- Cacereño, Real Avilés, Sabadell, Teruel e Talavera de la Reina  promosse in Primera Federación 2025-2026.
- Escobedo e Villanovense retrocesse in Tercera Federación 2025-2026.